# Баграм (авіабаза)
Авіаба́за Баграм (англ. Bagram Airfield, میدان هوایی بگرام, د بګرام هوائی ډګر), (IATA: OAI, ICAO: OAIX) — військова база Ісламської республіки Афганістан, що знаходиться поблизу старовинного афганського міста Баграм на відстані 11 км на південний схід від Чарикара у провінції Парван. За станом на 2020 рік Баграмська авіабаза була найбільшою американською базою на території країни, експлуатувалася спільно Повітряними силами та армією США. На базі також дислокувалися підрозділи американських військово-морських сил, корпусу морської піхоти, Берегової охорони, сил спеціальних операцій тощо. Паралельно на базі Баграм були розміщені чисельні формування Багатонаціонального контингенту Міжнародних сил сприяння безпеці (ISAF), а з 2015 року — сил операції «Рішуча підтримка» і Афганської народної армії.
З кінця 2006 року аеродром Баграм, що знаходиться на 1492 метрах над рівнем моря, має подвійну злітно-посадкову смугу, здатну приймати будь-які великі військові літаки, включаючи C-5 «Гелексі» та Ан-225 «Мрія». Довжина однієї злітно-посадкової смуги становить 3003 метри, а другої — 3500 метрів. На аеродромі Баграм перебувало 455-те експедиційне авіаційне крило ПС США, а також підрозділи від інших видів Збройних сил США на ротаційній основі. Військова база має ряд великих ангарів, диспетчерську вежу, численні допоміжні будівлі та різні житлові площі. Також є понад 32 акри (130 000 м²) простору під пандусом та п'ять районів розміщення літальних апаратів з понад 110 укриттями для зберігання літаків. Багато допоміжних будівель та базових будинків, побудованих радянськими спеціалістами під час Афганської війни 1979—1989 років, були зруйновані багаторічними боями між різними ворогуючими афганськими угрупованнями після виведення радянських військ у 1989 році. За останні роки база була розширена та модернізована.
Міжнародний аеропорт Хаміда Карзая (міжнародний аеропорт Кабула) розташований приблизно за 40 км на південь від Баграма, з'єднаний двома окремими дорогами. Поблизу бази Баграм також розміщений табір для ув'язнених Парван.

## Історія
Аеропорт в Баграмі спочатку був побудований у 1950-х роках, за років «холодної війни», коли США та сусідній Радянський Союз змагалися за поширення впливу на Афганістан. У 1959 році, через рік після того, як прем'єр-міністр Афганістану Дауд Хан здійснив гастролі до США, президент США Дуайт Ейзенхауер приземлився на аеродромі Баграм, де його привітали король Захір Шах і Дауд Хан серед інших афганських чиновників.
Сучасна злітно-посадкова смуга довжиною понад 3 км була побудована в 1976 році. Баграмська авіабаза підтримувалася афганськими Повітряними силами за певної підтримки Сполучених Штатів. Під час Радянсько-афганської війни 1980-х років вона відіграла ключову роль, слугуючи базою для проведення військових операцій та головним центром для поставок повітрям. Баграм також став відправною точкою для вторгнення радянських військ на початку конфлікту, де підрозділи двох радянських повітрянодесантних дивізій розпочали окупацію Афганістану, а згодом були розміщені на ньому. На Баграмській авіабазі дислокувалася низка частин радянських ВПС, зокрема 368-й штурмовий авіаційний полк на Су-25, які забезпечували тісну повітряну підтримку радянських та афганських військ при проведенні наземних операцій. До складу радянських сухопутних військ, що базувалися у Баграмі, входили 108-ма мотострілецька дивізія та 345-й окремий гвардійський парашутно-десантний полк.
З 1989 року, після виведення радянських сил, Афганістан поринув у громадянську війну. З 1999 року відбувалися бої за контроль над базою між Північним Альянсом і Талібаном, часто сторони оборонялися на протилежних кінцях бази. Сили талібів постійно знаходилися в межах досяжності ведення артилерійського та мінометного вогню по цілях на злітній смузі, не даючи в такий спосіб Північному Альянсу можливості утримувати повний контроль над стратегічним об'єктом. У 2000 році таліби захопили аеродром і змусили Північний Альянс відступити далі на північ.
Під час вторгнення США до Афганістану базу захопила та обороняла команда британської Спеціальної човнової служби. На початку грудня 2001 року формування 10-ї гірської дивізії розмістилися на базі разом з офіцерами командування спеціальних операцій з авіабази Мак-Ділл у Флориді, десантниками 82-ї повітрянодесантної дивізії з Форт-Брегга та невеликою командою зв'язку від 11-ї бригади зв'язку з форту Гуачука. Британські сили складалися з рот «В» та «С» із No.40 командос Королівської морської піхоти. Станом на середину грудня 2001 року понад 300 американських військовослужбовців, переважно з 10-ї гірською дивізією, забезпечували захист авіабази Баграм. Війська патрулювали периметр бази, охороняли парадні ворота та очищали злітно-посадкову смугу від вибухонебезпечних боєприпасів. На початок січня 2002 року чисельність війська 10-ї гірської дивізії зросла приблизно до 400 солдатів.
Наприкінці січня 2002 року в Афганістані перебувало вже близько 4000 американських військовослужбовців, з яких близько 3000 дислокувалися в міжнародному аеропорту Кандагар, а близько 500 дислокувалися в Баграмі. Злітно-посадкову смугу почали ремонтувати американські, італійські та польські військові. До середини червня 2002 року аеродром Баграм служив основним пунктом базування для понад 7000 військових США та інших країн МССБ.
До кінця 2006 року було побудовано та завершено другу злітно-посадкову смугу довжиною 3 500 метрів, вартістю 68 мільйонів доларів США. Ця нова злітно-посадкова смуга на 497 метрів довша від попередньої та товща на 280 міліметрів, що дає можливість приземлятися більшим літакам, таким як C-5 «Гелексі», C-17 «Глоубмайстер» III, Іл-76, Ан-124, Ан-225 або Boeing 747 (який використовується цивільними вантажними авіалініями).

## Галерея

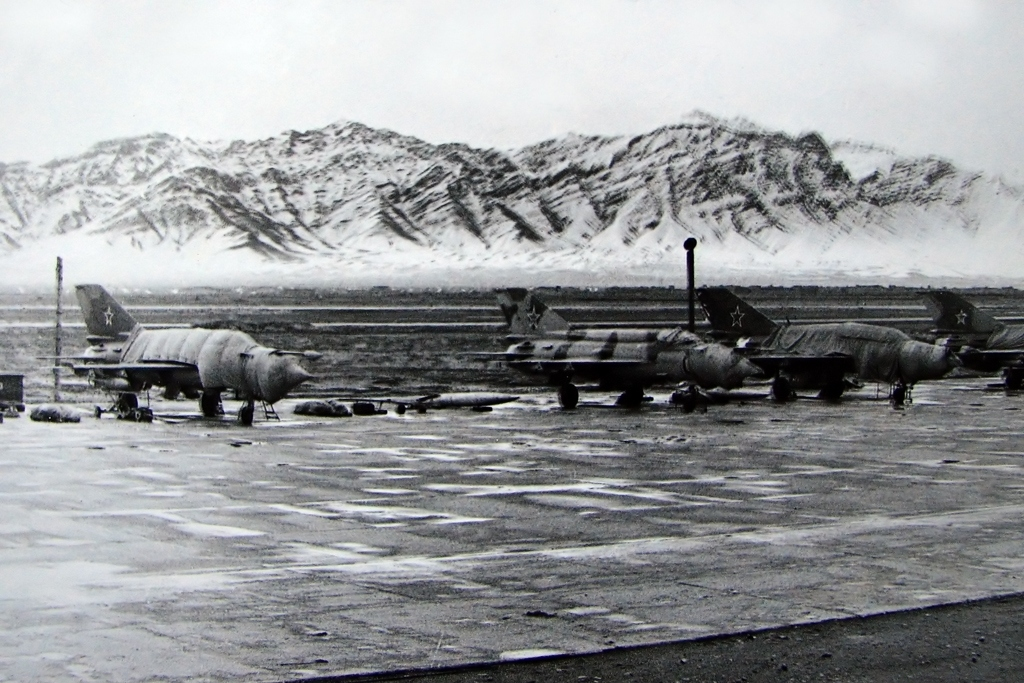
Радянські МіГ-21 на базі в Баграмі. 1980
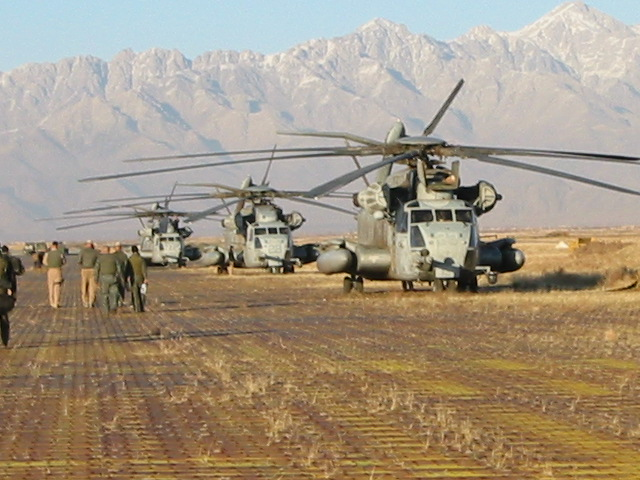
Вертольоти CH-53E «Супер Сталліон» морської піхоти США на злітній смузі Баграмського аеродрома. 21 грудня 2001
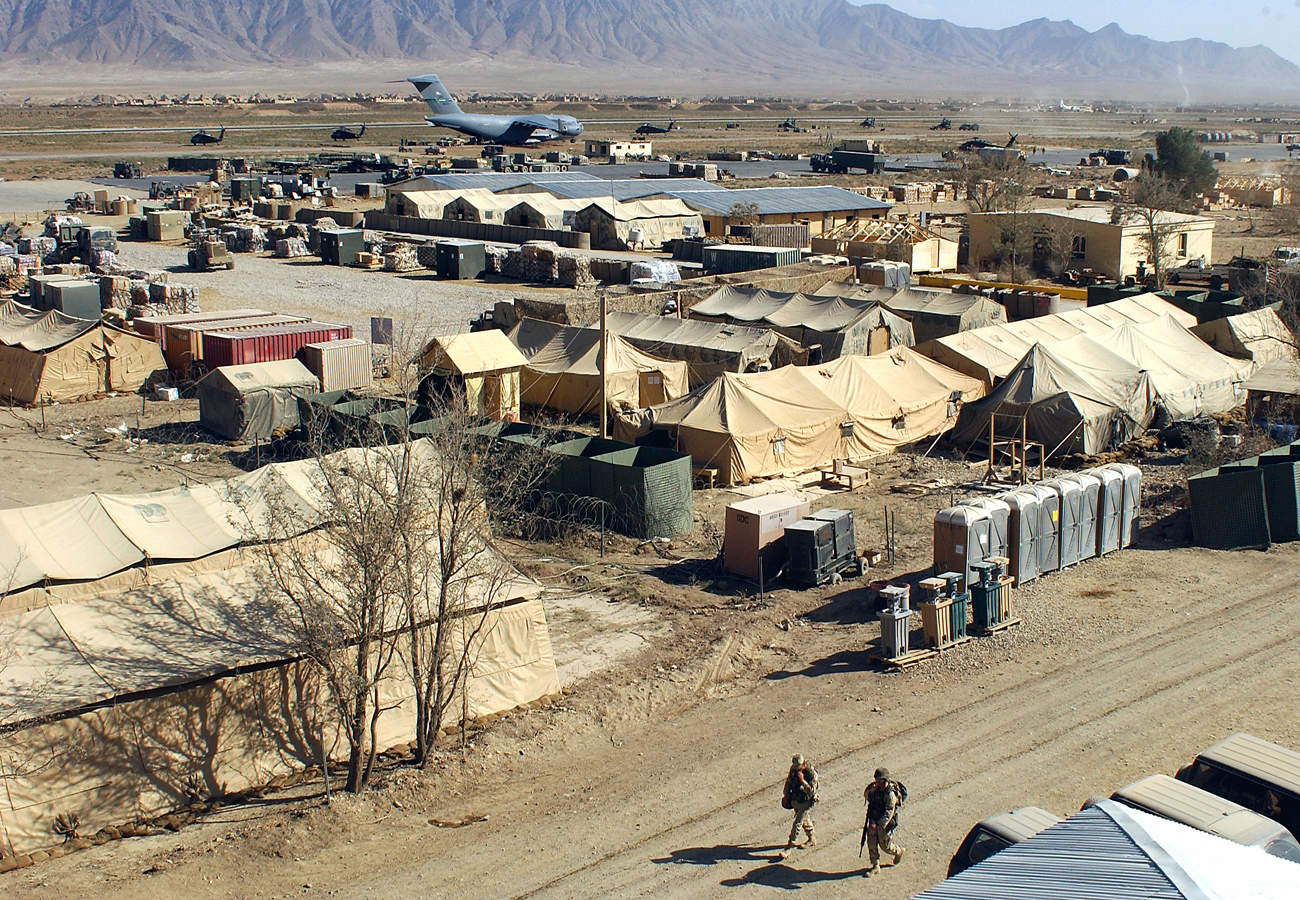
Військова база в Баграмі невдовзі після вторгнення американських військ до Афганістану. 2002
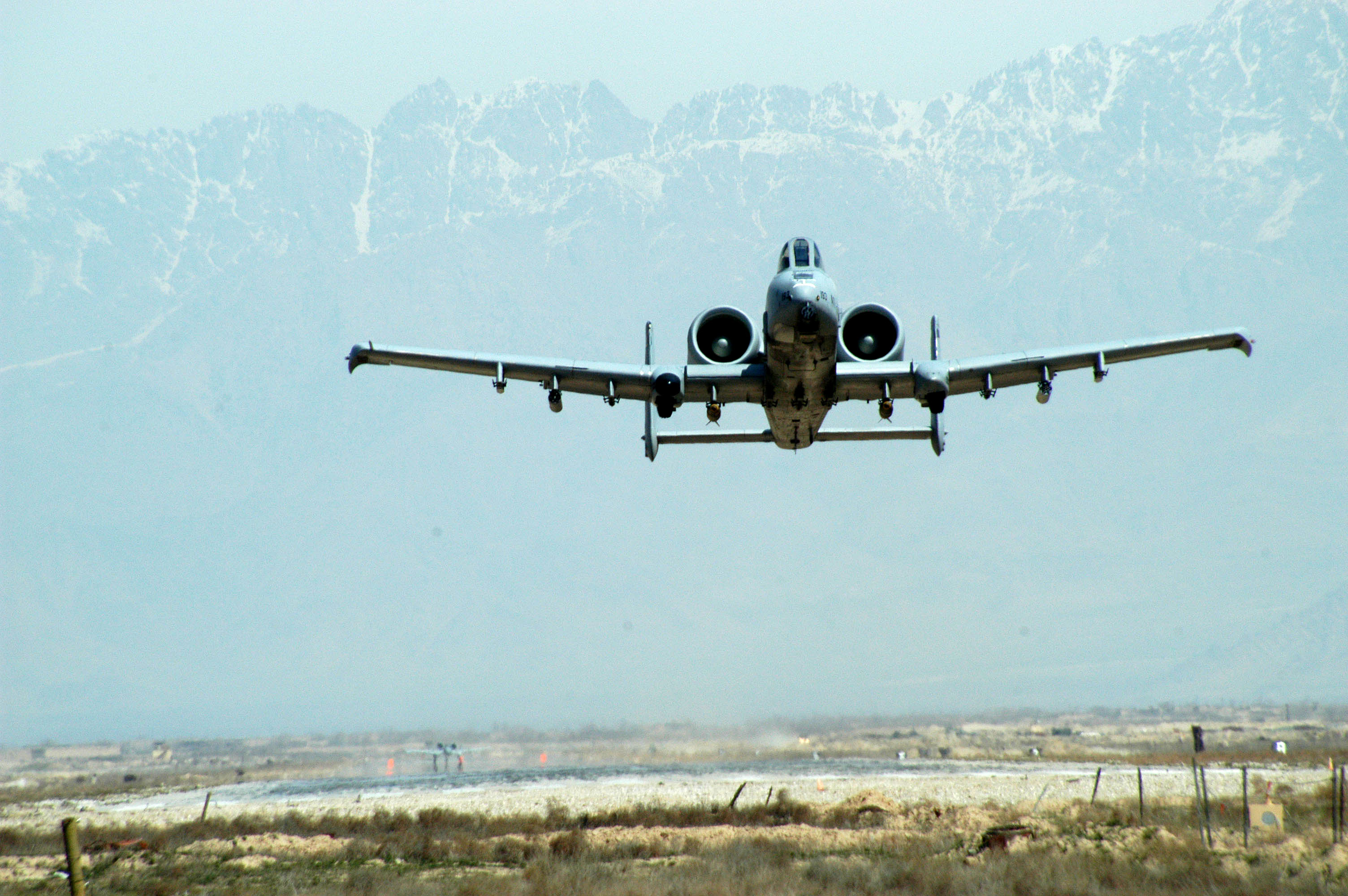
Зліт штурмовика A-10 «Тандерболт» II з авіабази Баграм. 20 березня 2003
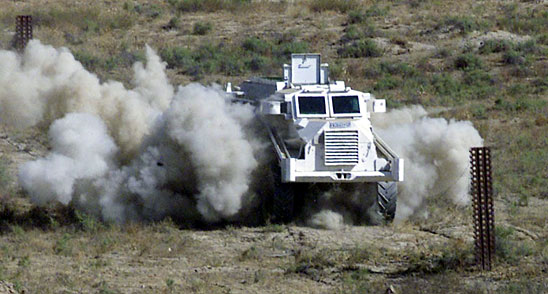
Випробування машини із захистом від мін і засідок Casspir на розмінуванні на авіабазі Баграм. 2003
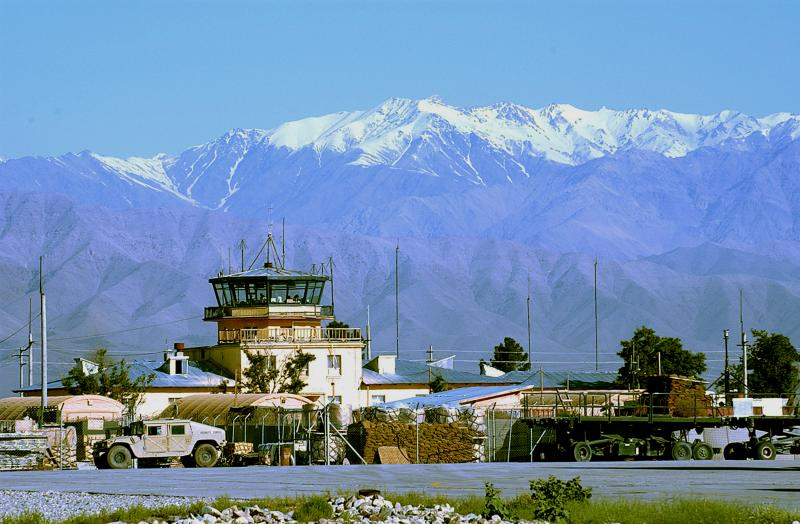
Командно-диспетчерський пункт авіабази Баграм. 26 квітня 2004
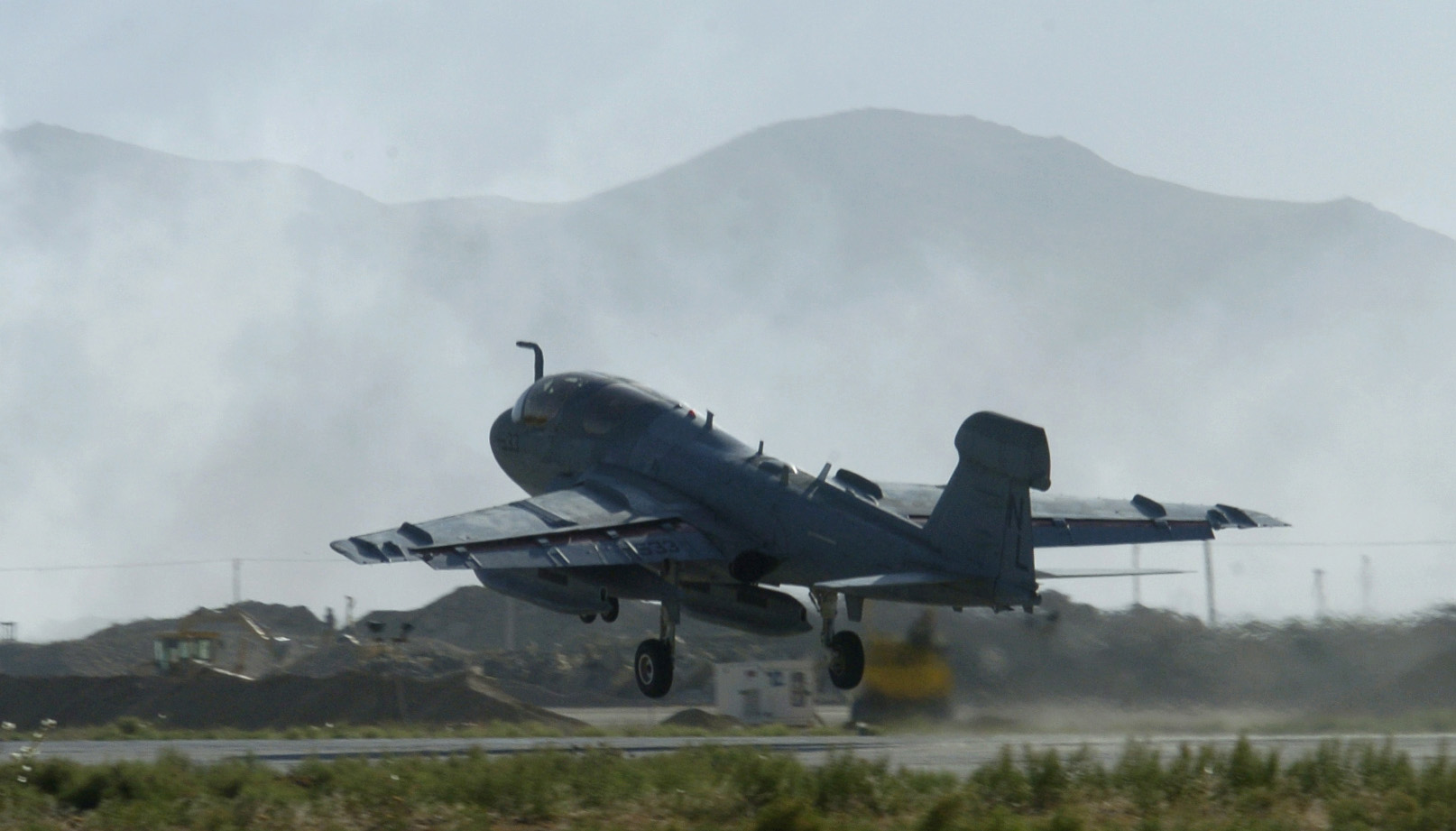
Зліт палубного літака радіоелектронної боротьби і протидії EA-6B «Проулер». 15 червня 2006
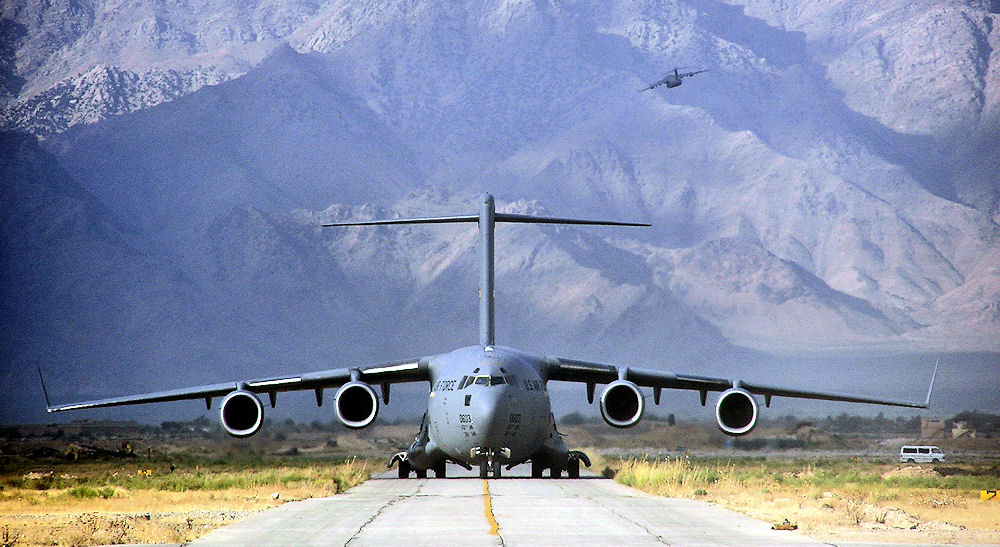
Військово-транспортні літаки C-17 «Глоубмайстер» III піднімаються у повітря з бази Баграм. 2009
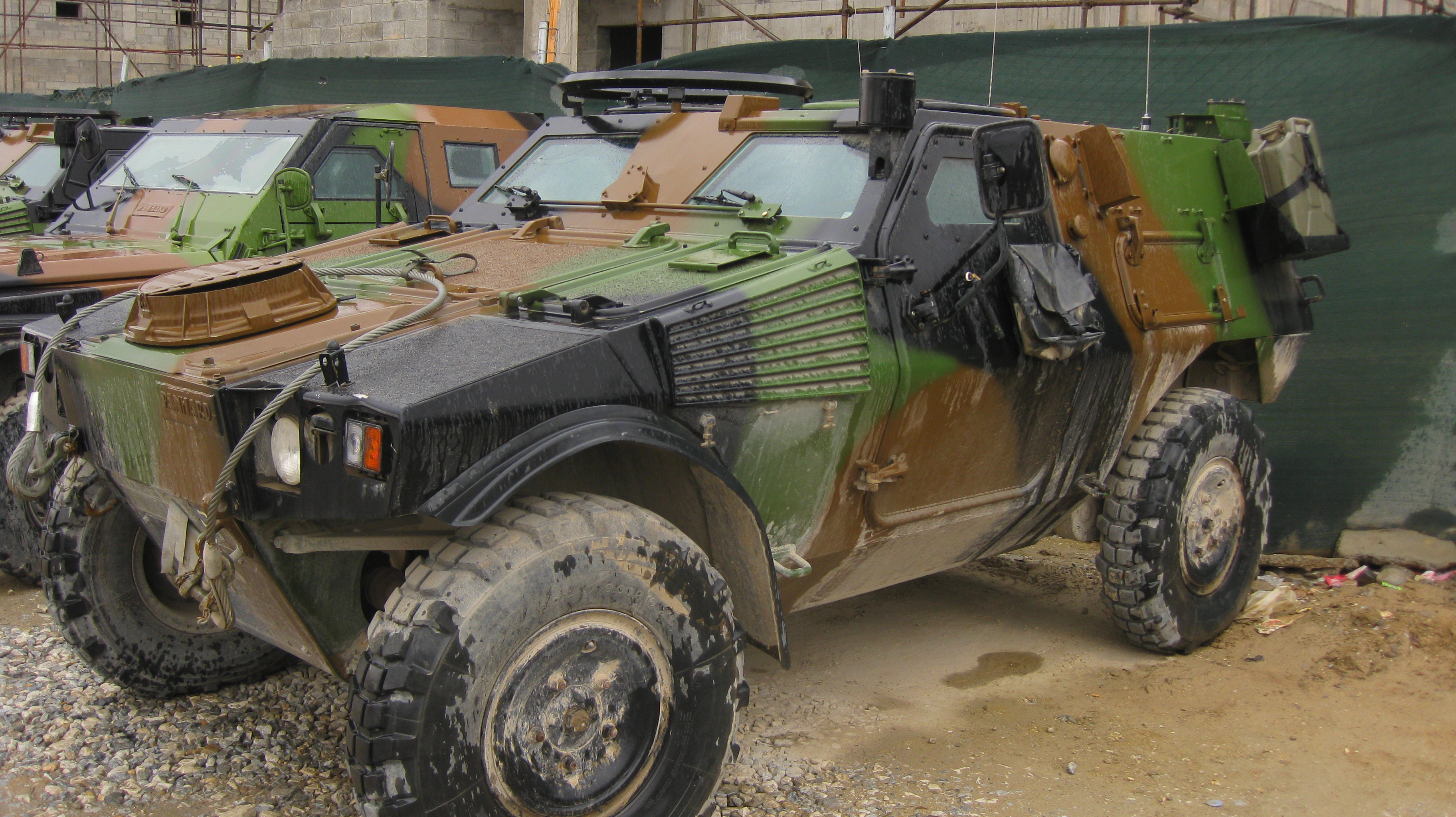
Французькі бронеавтомобілі Panhard VBL на базі Баграм. 1 квітня 2009
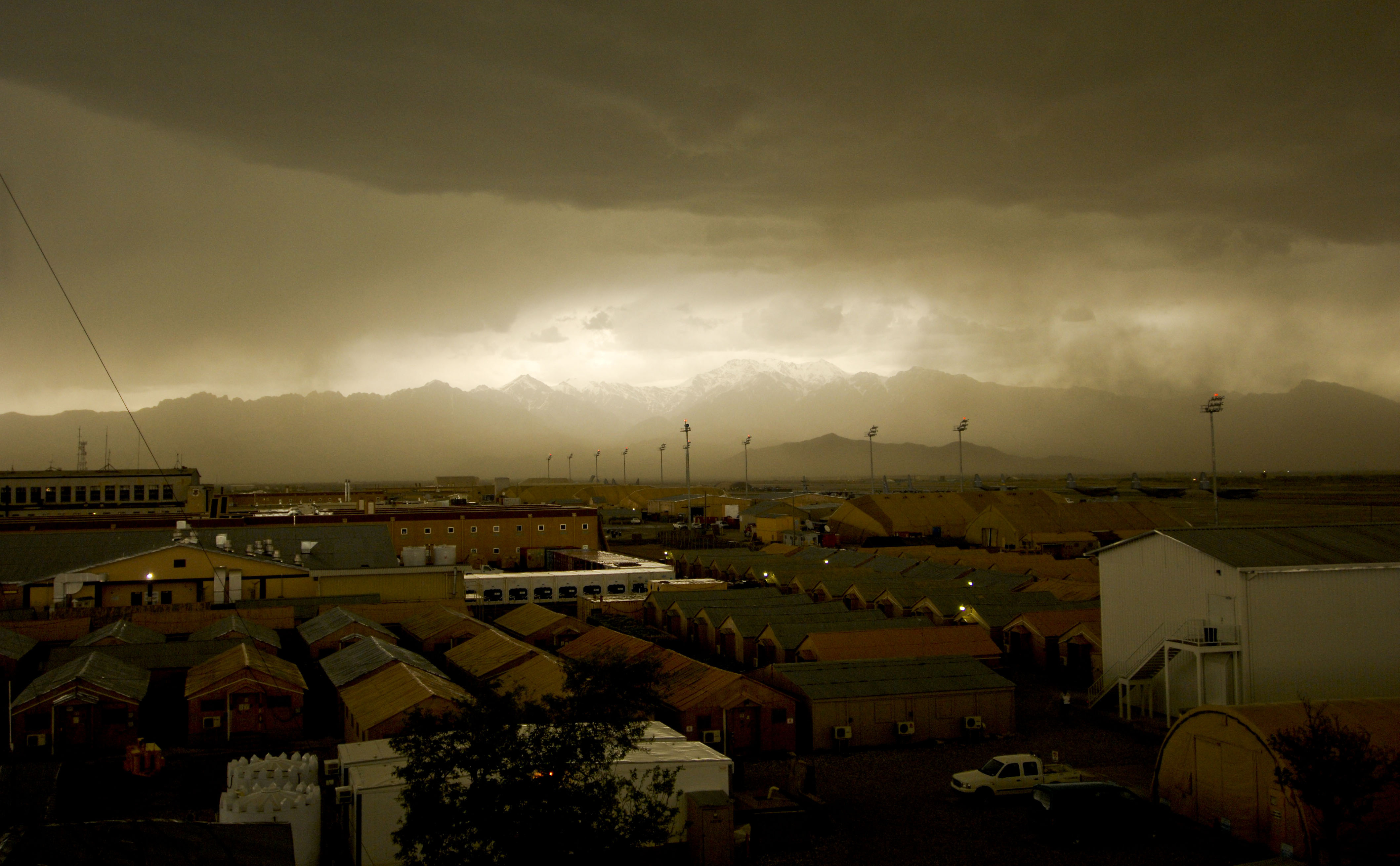
Баграмська авіабаза в штормову погоду. 20 квітня 2009
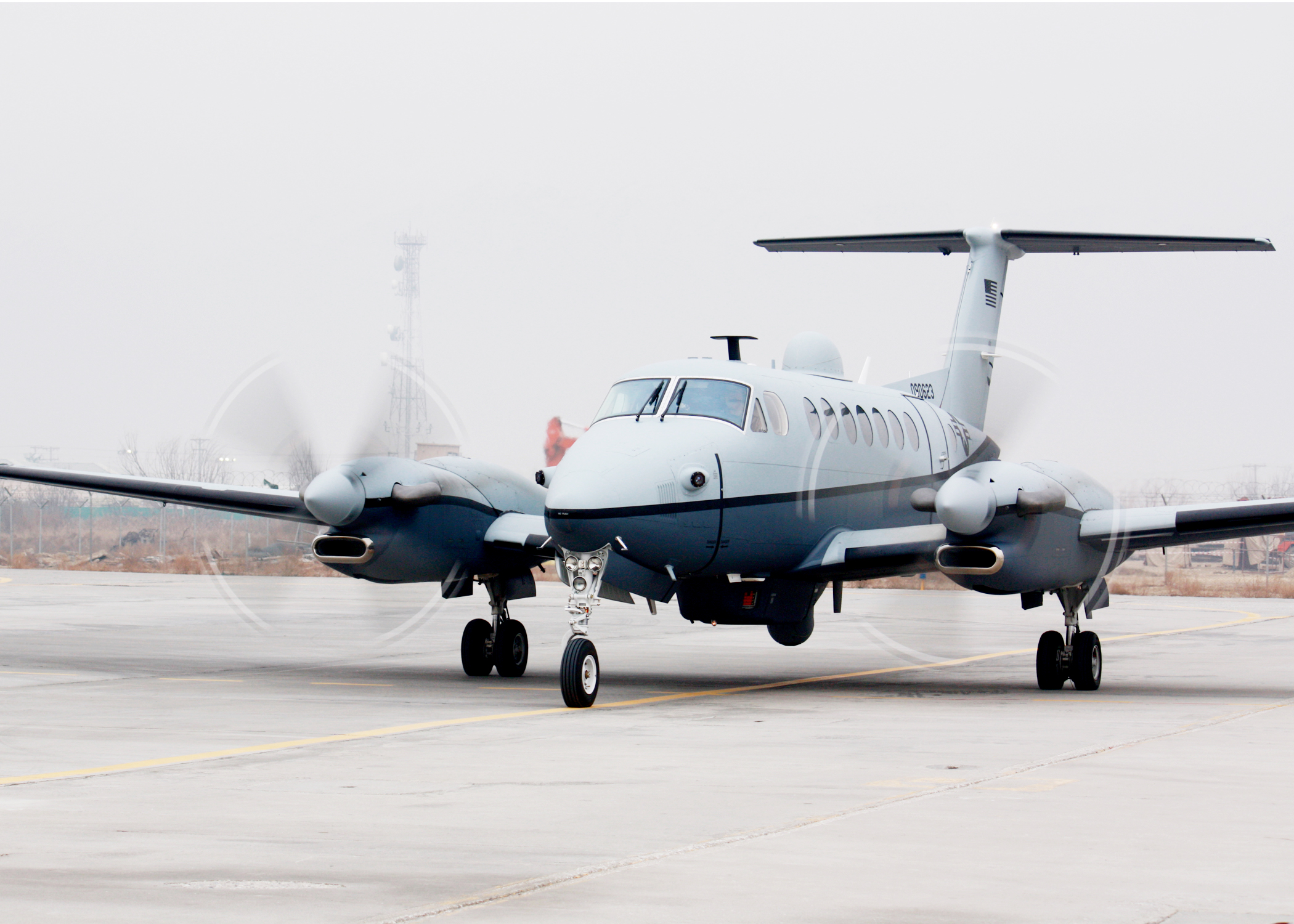
Розвідувальний літак MC-12 на злітній смузі бази. 27 грудня 2009
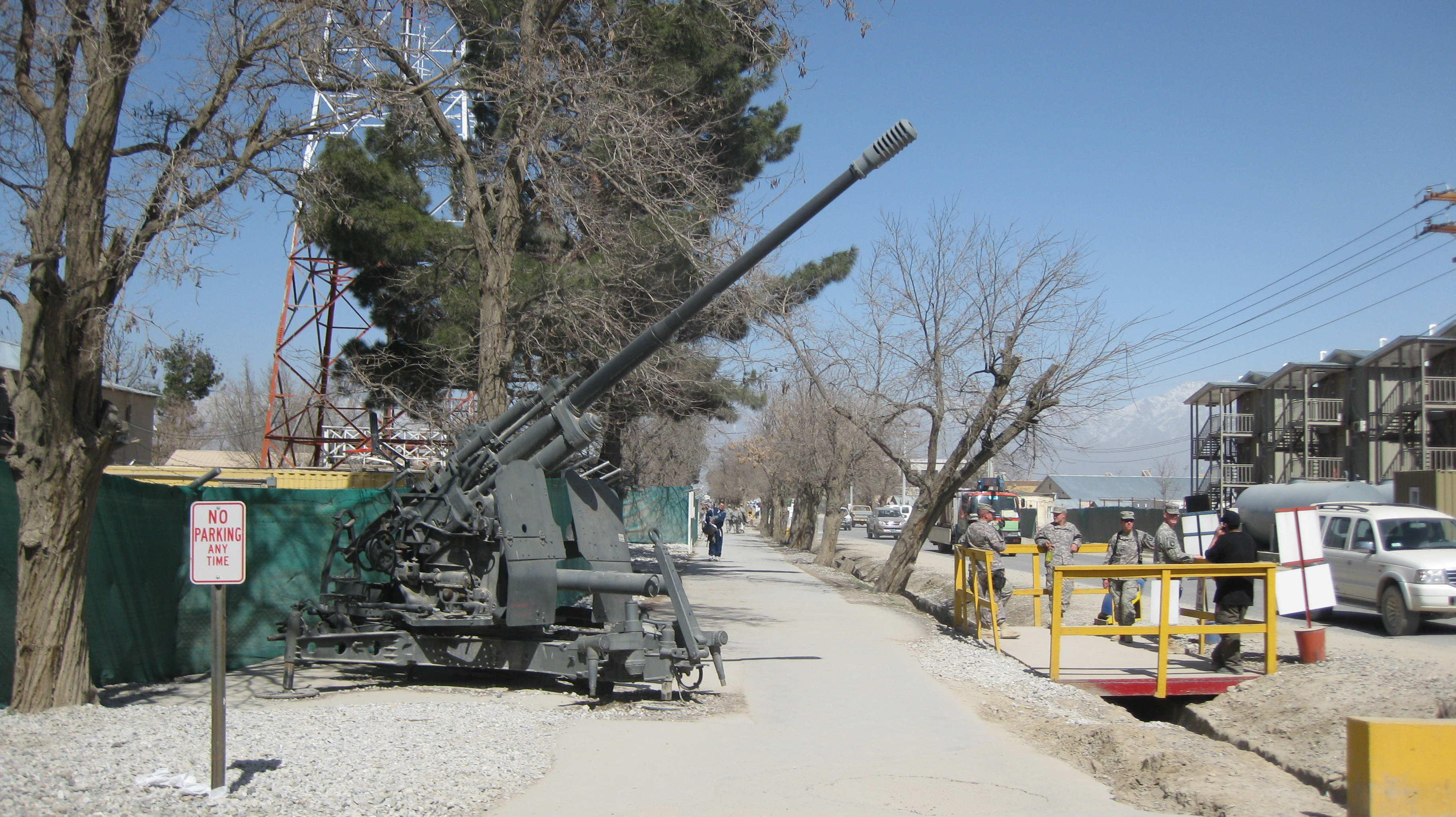
Застаріла радянська 100-мм зенітна гармата КС-19 на базі Баграм. 13 березня 2009
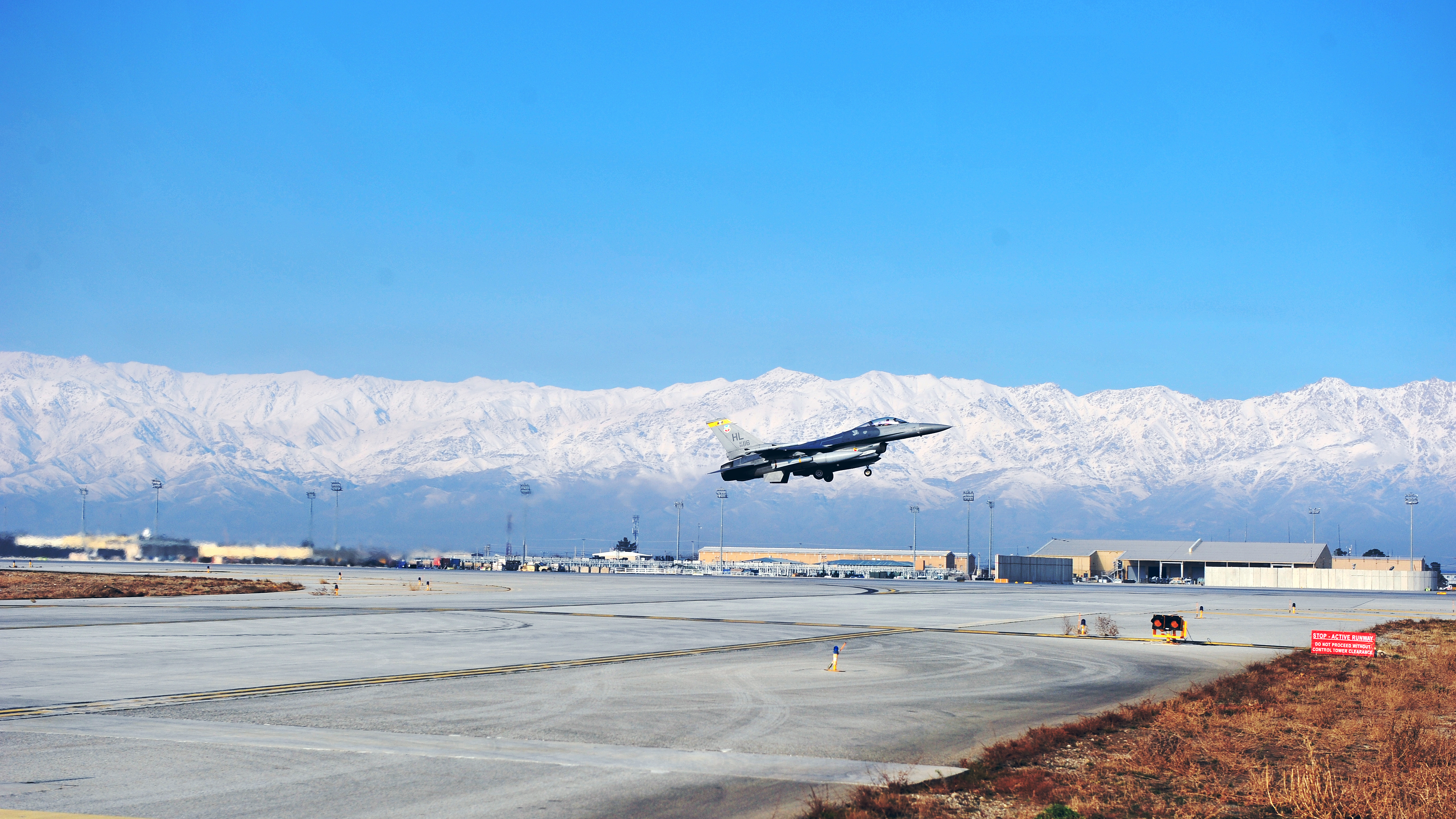
Американський винищувач F-16C «Файтінг Фалкон» з авіабази Гілл злітає на бойове патрулювання. 23 січня 2015
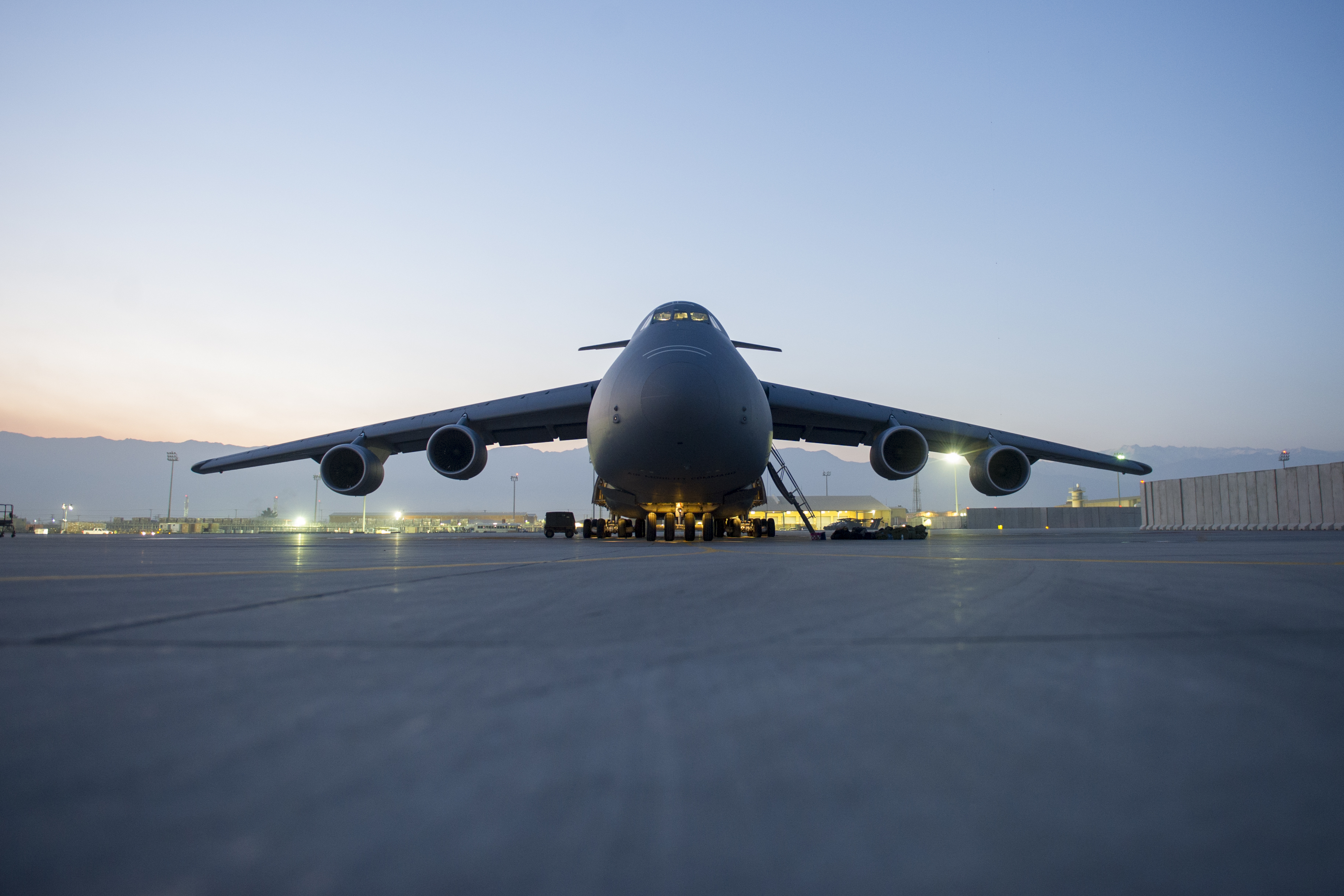
Стратегічний військово-транспортний літак C-5 «Гелексі» з авіабази Тревіс на ЗПС у Баграмі. 28 грудня 2015
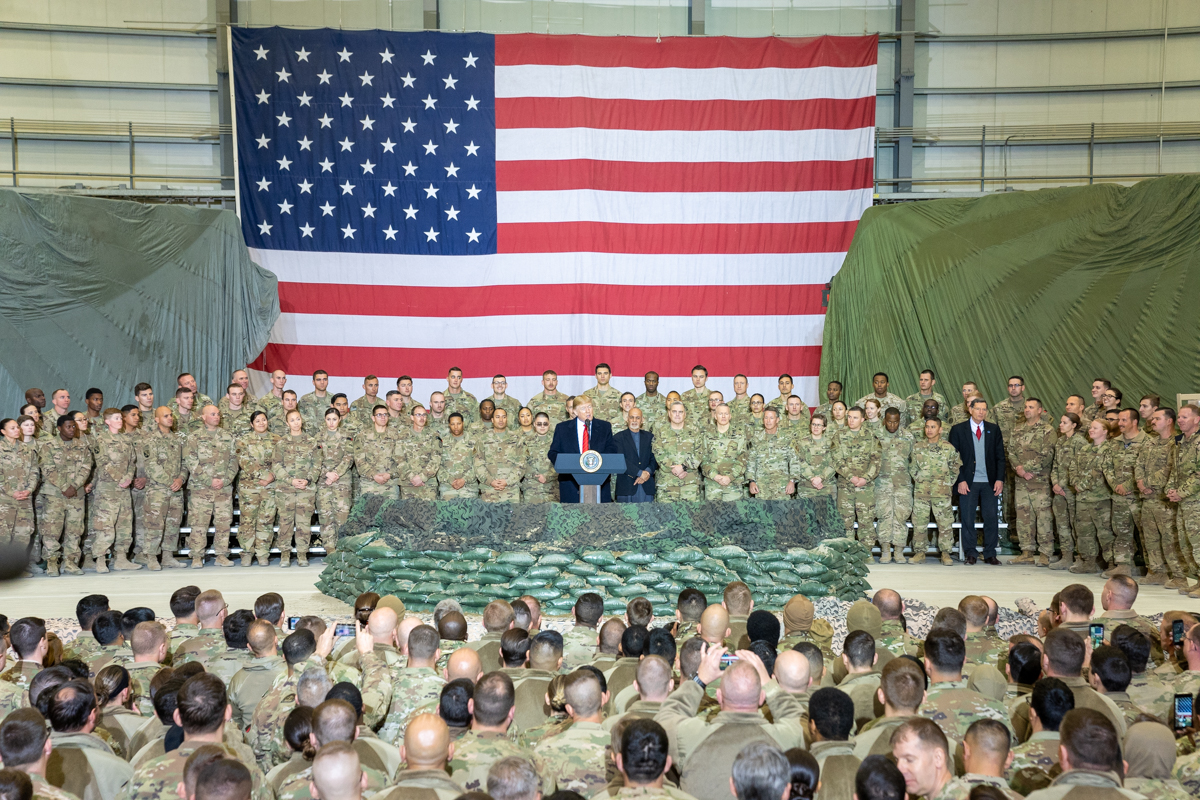
Президент США Дональд Трамп серед американських військових бази під час візиту до Афганістану. Баграм. 28 листопада 2019